# 白泥

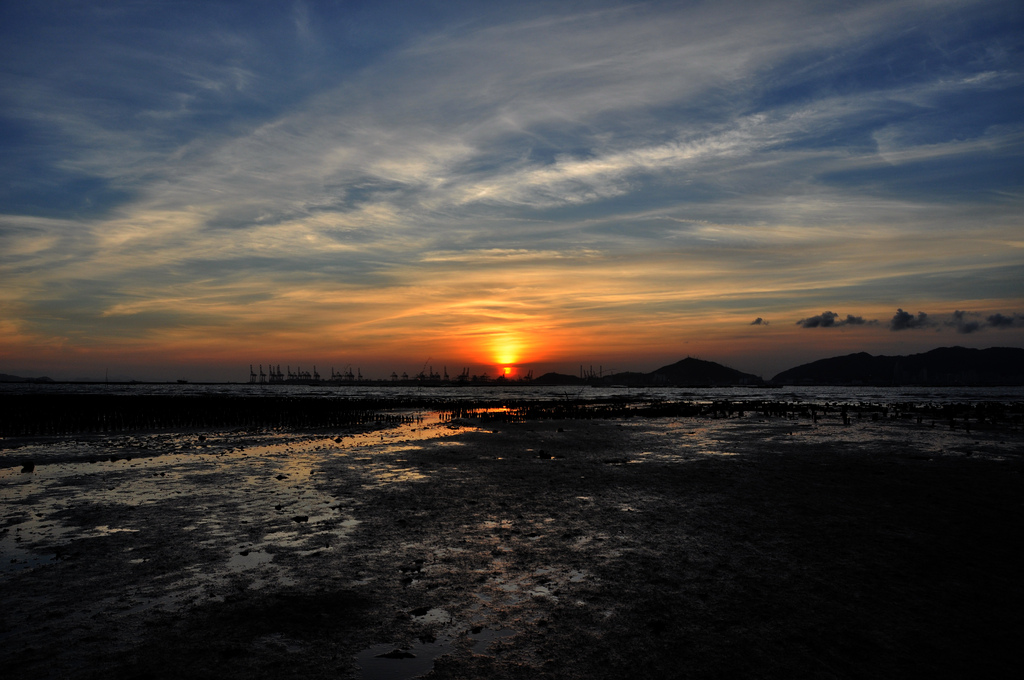
流浮山白泥日落的景色

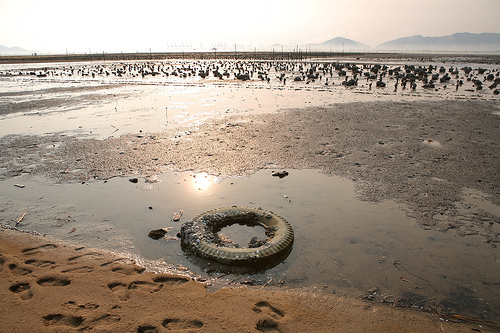
下白泥的淺灘

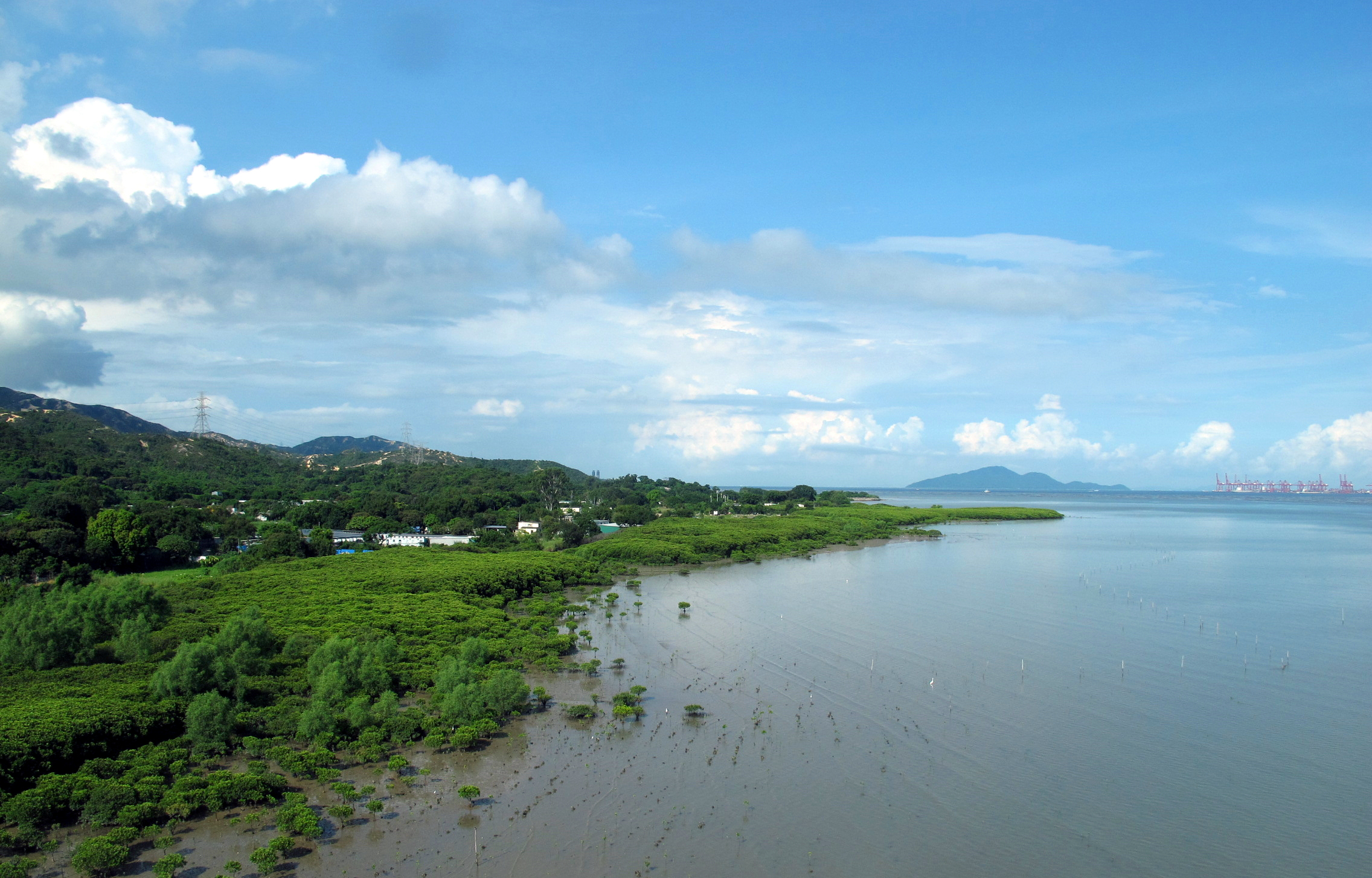
上白泥的濕地

白泥（英語：Pak Nai）位於香港元朗區西部的一個地方，面臨后海灣及深圳蛇口。白泥沿岸都是泥灘，部分為蠔田，出產著名的「流浮山生蠔」。兩條主要鄉村上白泥村及下白泥村均轄屬廈村鄉。

## 地理
白泥位於香港西北，其範圍十分大，從鰲磡石到稔灣之間的海岸地帶都屬於白泥的範圍，當中從北到南又可分爲上白泥、中白泥和下白泥三個部分，三者之間被圓頭山延伸到海邊的山咀所分隔。上白泥（英語：Sheung Pak Nai）鄰近深港西部通道的港方落腳點鰲磡石；中白泥（英語：Chung Pak Nai）面積較小，但地勢最爲突出；下白泥（英語：Ha Pak Nai）以南則是屯門區稔灣則是新界西堆填區的所在地。

## 生態
下白泥6公里長（3.7英里）的海岸線是充滿着紅樹林，濕地和泥灘的地方。下白泥的紅樹林擁有各種物種，並且受到環保人士的高度保護。該地區的生物多樣性促使香港政府將其指定為具特殊科學價值地點（SSSI）。白泥曾經是牡蠣床，因此整個灘塗仍殘留著牡蠣殼。

## 考古及歷史遺跡

### 陳家園遺址
白泥村陳家園遺址於1997年5月被發現，該遺址原為一塊菜地，以該土地為陳姓的菜園而得名，於1999年展開發掘工作，遺址面積廣大，南北長320米，東西寬60米，包含兩個文化層：上文化層及下文化層。
上文化層出土的遺址有工棚柱洞4個、灶址9庭、1座長方形沙丘淺坑墓及3座窯址，墓址內人骨已全朽，有隨葬陶器5件及石錛1件，相信是距今約3,500多年，相當於中原地區商代的廣東青銅器時代的早期文化遺存。下文化層出土的主要是陶器及石器，完整的陶器及石器多達200多件。相信距今約4,000多年，約相當於中原地區的夏代。

### 白泥碉堡
白泥碉堡位於下白泥村平安堂對面果園中，為一幢兩層高青磚屋，由19世紀興中會革命元老鄧蔭南所建，是當年革命黨人由南山半島私運軍火的基地之一。

## 發展
新界鄉議局已故主席劉皇發原有意於天水圍白泥鄉郊用地興建大型豪宅和高爾夫球場，將計劃送交城市規劃委員會審批後接獲71個反對申請。於2007年更改計劃減低住宅密度，而高球場用地也作出調整，騰出更多空間興建昆蟲公園、增設單車徑、騎術設施和觀賞日落的觀景台，更增建高球學院、生態酒店，成為一處康樂旅遊勝地。但城規會收到的意見書99%均表示反對，劉皇發最後撤回申請。

## 主要道路

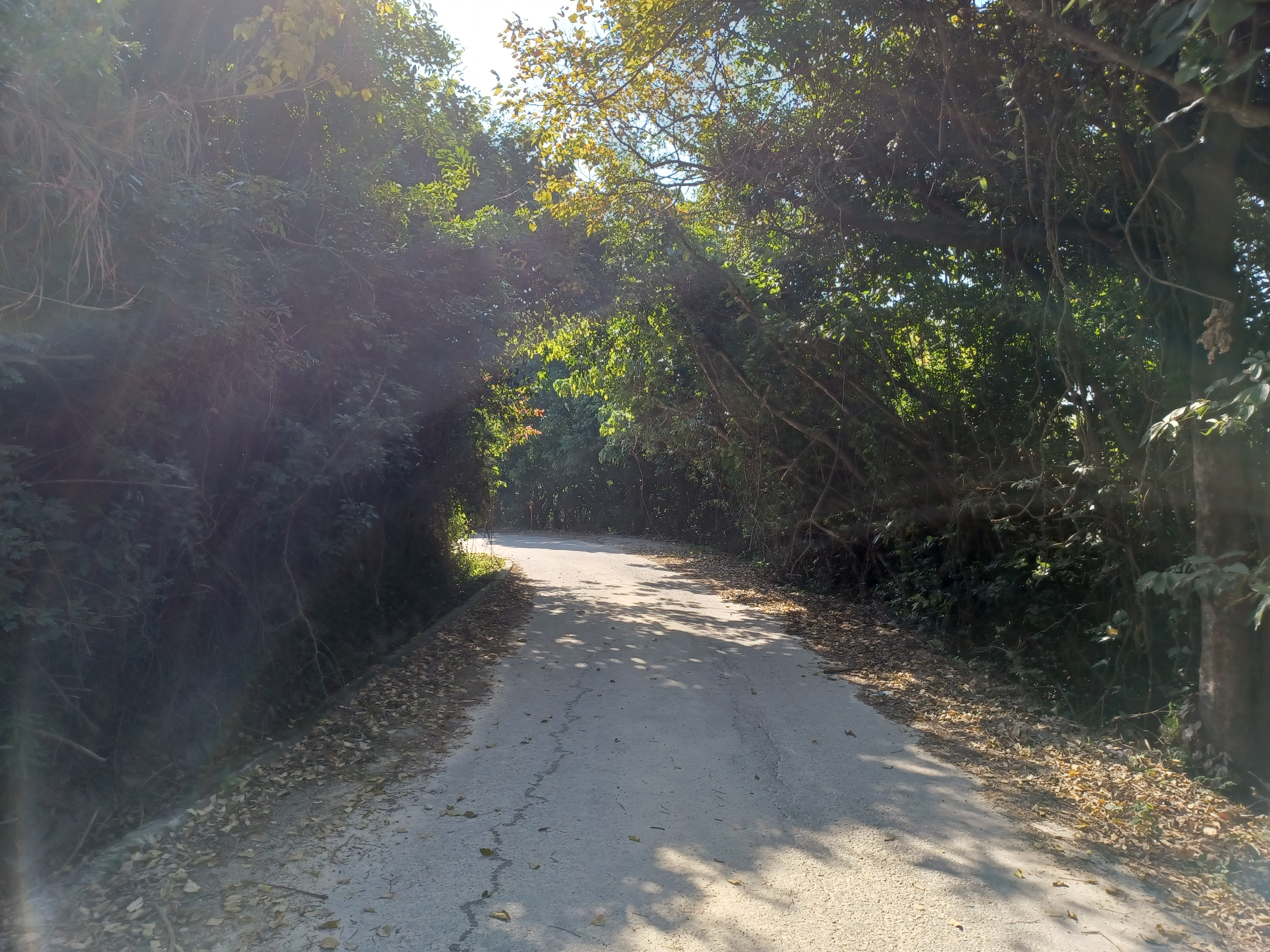
稔灣路近菠蘿山山腳

- 深灣路
- 稔灣路

## 交通
新界專線小巴33線、居民巴士服務NR941：元朗（泰豐街）–下白泥（兩者路線及收費相同並設雙向分段收費；長者及合資格殘疾人士公共交通票價優惠計劃不涵蓋居民巴士服務）

## 區議會議席分佈
由於白泥人口稀少，所以往往跟鄰近的流浮山、廈村劃為同一個選區。
| 年度/範圍 | 2000-2003 | 2004-2007 | 2008-2011 | 2012-2015 | 2016-2019 | 2020-2023 |
| --------- | --------- | --------- | --------- | --------- | --------- | --------- |
| 整個白泥  | 廈村選區  | 廈村選區  | 廈村選區  | 廈村選區  | 廈村選區  | 廈村選區  |

註：以上主要範圍尚有其他細微調整，請參閱有關區議會選舉選區分界地圖。